# 조 (전한)
조(趙, 기원전 203년 ~ 기원후 9년)는 중국 전한의 제후왕국이다. 한단시를 수도로 하여 허베이성 일대를 통치했다.
전한에서 초한전쟁기에 자립한 조(趙)나라를 정복한 후, 장이에게 조나라를 맡기면서 세워졌다. 전한 초의 이성제후왕 탄압과 여태후의 여씨 세력 강화와 맞물려 수차례 왕이 갈렸고, 오초칠국의 난에 가담하면서 거대 제후국에서 한단군 1군만을 통치하는 보통의 제후왕국으로 축소되었다.

## 역사

### 성립 (기원전 203 ~ 198년)
진한교체기에 부활한 조나라, 그 중에서도 항우가 둘로 나눈 일부인 항산나라를 전신으로 한다. 당시 항산나라 왕인 경왕 장이가 진여에게 쫓겨나 전한으로 망명하고 진여가 대나라 왕으로 밀려난 조왕 헐을 조나라 왕으로 세우자, 전한에서 한신을 대장으로 삼고 조나라를 공격해 멸망시키고 경왕을 왕으로 삼으면서 전한의 제후국으로서 조나라의 역사가 시작된다. 이 당시의 영토는 한단군을 내사지로 하고 거록군·항산군을 지군으로 삼는다.

### 진희의 난 (기원전 197 ~ 196년)
경왕은 전한의 중국 통일을 보지 못하고 죽어, 경왕의 아들 장오가 뒤를 잇고 기원전 202년 고제를 다른 왕들과 함께 추대했다. 기원전 198년, 조나라 대신들이 고제를 암살하려 했으나 실패해, 고제는 장오를 조나라 왕에서 쫓아내고 총애하는 아들이자 대나라 왕을 지내는 유여의를 조나라 왕으로 봉했으며, 기존에 유여의가 다스리던 대나라 영토까지 조나라에 합병했다.
그러나 기원전 197년 조나라의 군권을 쥔 승상 진희가 반란을 일으켜 조나라와 대나라 일대가 거의 모두 진희의 세력권으로 들어갔다. 전한에서는 황제 고제가 친정해 진희를 공격했고, 진희가 결정적으로 패배한 기원전 196년 대나라를 다시 조나라에서 분리했다. 이 당시에는 하간군과 청하군이 조나라 지군을 분할해 새로 설치되어 있었다.

### 여태후 간섭기 (기원전 194 ~ 180년)
이후 조나라 왕가는 여태후 치하에서 수시로 교체된다.
유여의는 여태후의 아들 혜제의 태자 자리를 빼앗으려 했기 때문에, 혜제 원년(기원전 194년) 독살되고 유여의의 동생이자 회양나라 왕이던 유왕이 대신 왕이 됐다.
유왕은 여씨가 왕이 된 것을 반대한다는 참소를 받아, 여태후 7년(기원전 181년) 장안으로 소환된 후 감금돼 아사했다. 이때 감금된 유왕은 여씨의 횡포를 저주하는 노래를 남겼기 때문에, 참소와는 별개로 유왕 본인도 정치적으로 반 여씨 인물로 보인다.
여태후는 유왕의 형이자 양나라 왕이던 공왕을 대신 왕으로 삼았으나, 기원전 181년 공왕도 여씨의 핍박 속에 자살했다.
여태후는 공왕의 형이자 대나라 왕이며 후일의 문제인 유항에게 왕위를 제안했으나, 유항은 왕위를 거절했다. 여태후는 드디어 여씨 일족으로 남북군을 통제하는 인물 중 하나인 여록을 왕으로 삼았다. 이 사이 항산군을 분할해 혜제의 아들 유불의의 왕국으로 삼아 항산군을 상실했다.
| 재위자         | 생몰 연대                   | 재위 기간            | 즉위 방식          | 폐위/사망 경위         | 비고                              |
| -------------- | --------------------------- | -------------------- | ------------------ | ---------------------- | --------------------------------- |
| 유여의(劉如意) | 기원전 207년 ~ 기원전 194년 | 기원전 198년 ~ 194년 | 고제의 총애로 즉위 | 여태후에 의해 독살     | 고제의 셋째아들, 원래는 대나라 왕 |
| 유우(劉友)     | ? ~ 기원전 181년            | 기원전 194년 ~ 181년 | 여태후에 의해 옹립 | 장안에서 감금·아사     | 유여의의 동생                     |
| 유회(劉恢)     | ? ~ 기원전 181년            | 기원전 181년         | 여태후에 의해 옹립 | 자살                   | 유우의 형, 원래 양나라 왕         |
| 여록(呂祿)     | ? ~ 기원전 180년            | 기원전 181년 ~ 180년 | 여씨 일족으로 옹립 | 여씨 정권 몰락 후 사망 | 남북군 통제 장군 출신             |

### 오초칠국의 난 (기원전 154년)
기원전 180년 여태후가 죽자 여록은 반 여씨 세력에게 속으며 여씨 멸망에 큰 기여를 했고 자신 역시 죽었다. 이에 유왕의 아들 유수가 조나라 왕위에 올랐고, 전한에서는 여씨가 빼앗은 상산군(항산군)을 돌려주었다. 기원전 178년, 조나라를 분할해 하간군 일대를 유수의 아우 유벽강에게 주어 하간나라를 삼아 조나라는 축소됐다.
경제 3년(기원전 154년), 조정에서 제후왕들의 영토를 삭감하는 정책을 펴면서 유수의 죄를 이유로 상산군이 회수되었고, 이에 반발한 유수가 오왕 유비과 협력해 오초칠국의 난에 가담하고 흉노까지 끌어들였다. 그러나 오나라와 초나라가 패배하자 흉노도 도움을 철회했고, 유수는 나머지 동료들이 모조리 패망한 이후에도 진압군 대장 역기의 공격을 열 달가량 수도 한단성에서 홀로 막아냈으나 난포의 수공으로 한단성이 함락되자 자결했다.

### 한단군 (기원전 154 ~ 서기 9년)
조나라는 폐지되고 한단군(구 내사지)·청하군·거록군도 모두 한나라에 속했다. 한나라는 옛 조나라의 지군들을 분할해 광천군과 발해군을 신설했다. 경제 5년(기원전 152년), 한단군의 일부만을 바탕으로 조나라를 다시 세워 광천왕을 지내던 경숙왕에게 봉했고, 나머지는 위군으로 독립시켰다. 이후 조나라의 역사는 한단군을 참고하라.

## 조나라와 주변 군·국의 변화
아래 표는 연도에 따라 조나라 영토가 어떻게 분할되어 한나라의 직할 군과 제후왕국으로 바뀌어 갔는지를 보여준다. 현·후국 이하의 행정구역 변화는 생략하고 군국 단위의 변화만을 나타낸다. 편의를 위해 대나라의 합병과 재분할은 싣지 않았다.
| 기원전 203년 | 내사지 | 내사지 | 거록군 | 거록군 | 거록군 | 하간군 | 하간군 | 하간군 | 항산군 | 항산군 | 항산군 |
| 기원전 196년 | 내사지 | 내사지 | 거록군 | 거록군 | 청하군 | 하간군 | 하간군 | 하간군 | 항산군 | 항산군 | 항산군 |
| 기원전 186년 | 내사지 | 내사지 | 거록군 | 거록군 | 청하군 | 하간군 | 하간군 | 하간군 | 항산국 | 항산국 | 항산국 |
| 기원전 180년 | 내사지 | 내사지 | 거록군 | 거록군 | 청하군 | 하간군 | 하간군 | 하간군 | 상산군 | 상산군 | 상산군 |
| 기원전 178년 | 내사지 | 내사지 | 거록군 | 거록군 | 청하군 | 하간국 | 하간국 | 하간국 | 상산군 | 상산군 | 상산군 |
| 기원전 165년 | 내사지 | 내사지 | 거록군 | 거록군 | 청하군 | 하간군 | 발해군 | 광천군 | 상산군 | 상산군 | 상산군 |
| 기원전 155년 | 내사지 | 내사지 | 거록군 | 거록군 | 청하군 | 하간국 | 발해군 | 광천국 | 상산군 | 상산군 | 상산군 |
| 기원전 154년 | 내사지 | 내사지 | 거록군 | 거록군 | 청하군 | 하간국 | 발해군 | 광천국 | 상산군 | 상산군 | 중산국 |
| 기원전 153년 | 한단군 | 한단군 | 거록군 | 거록군 | 청하군 | 하간국 | 발해군 | 광천국 | 상산군 | 상산군 | 중산국 |
| 기원전 152년 | 조국   | 위군   | 거록군 | 거록군 | 청하군 | 하간국 | 발해군 | 광천군 | 상산군 | 상산군 | 중산국 |
| 기원전 148년 | 조국   | 위군   | 거록군 | 거록군 | 청하군 | 하간국 | 발해군 | 광천국 | 상산군 | 상산군 | 중산국 |
| 기원전 147년 | 조국   | 위군   | 거록군 | 거록군 | 청하국 | 하간국 | 발해군 | 광천국 | 상산군 | 상산군 | 중산국 |
| 기원전 145년 | 조국   | 위군   | 거록군 | 거록군 | 청하국 | 하간국 | 발해군 | 광천국 | 상산국 | 상산국 | 중산국 |
| 기원전 136년 | 조국   | 위군   | 거록군 | 거록군 | 청하군 | 하간국 | 발해군 | 광천국 | 상산국 | 상산국 | 중산국 |
| 기원전 114년 | 조국   | 위군   | 거록군 | 거록군 | 청하국 | 하간국 | 발해군 | 광천국 | 상산군 | 진정국 | 중산국 |
| 기원전 92년  | 조국   | 위군   | 거록군 | 평간국 | 청하국 | 하간국 | 발해군 | 광천국 | 상산군 | 진정국 | 중산국 |
| 기원전 70년  | 조국   | 위군   | 거록군 | 평간국 | 청하국 | 하간국 | 발해군 | 광천군 | 상산군 | 진정국 | 중산국 |
| 기원전 66년  | 조국   | 위군   | 거록군 | 평간국 | 청하국 | 하간국 | 발해군 | 광천국 | 상산군 | 진정국 | 중산국 |
| 기원전 56년  | 조국   | 위군   | 거록군 | 광평군 | 청하국 | 하간국 | 발해군 | 광천국 | 상산군 | 진정국 | 중산국 |
| 기원전 50년  | 조국   | 위군   | 거록군 | 광평군 | 청하국 | 하간국 | 발해군 | 광천군 | 상산군 | 진정국 | 중산국 |
| 기원전 37년  | 조국   | 위군   | 거록군 | 광평군 | 청하국 | 하간국 | 발해군 | 신도국 | 상산군 | 진정국 | 중산국 |
| 기원전 23년  | 조국   | 위군   | 거록군 | 광평군 | 청하국 | 하간국 | 발해군 | 신도군 | 상산군 | 진정국 | 중산국 |
| 기원전 5년   | 조국   | 위군   | 거록군 | 광평군 | 청하국 | 하간국 | 발해군 | 신도국 | 상산군 | 진정국 | 중산국 |
| 기원전 4년   | 조국   | 위군   | 거록군 | 광평국 | 청하국 | 하간국 | 발해군 | 신도국 | 상산군 | 진정국 | 중산국 |

평간국(광평국, 광평군)의 설치 연도가 불명확하나, 적어도 평간국이 세워진 기원전 92년 이후 구 조나라 영토에 새로운 군국의 설치는 없었다. 봉건 당시 한단(내사지)·거록·하간·항산 4군을 다스린 조나라의 영토는 전한 말 기준으로는 대략 조·위·거록·광평·청하·하간·발해·신도·상산·진정·중산 11군·국에 달하며, 유주자사부에 속한 발해군을 제외하면 기주자사부에 속한 모든 군·국이다.

## 조왕
| 이름 (한자)    | 시호           | 생몰 연대        | 재위 기간          | 출신 및 신분     | 즉위 경위                         | 퇴위/사망 경위                 | 비고                                   |
| -------------- | -------------- | ---------------- | ------------------ | ---------------- | --------------------------------- | ------------------------------ | -------------------------------------- |
| 장이(張耳)     | 경왕(景王)     | ? ~ 기원전 202년 | 기원전 203 ~ 202년 | 항산왕 출신      | 항산국을 계승하여 조왕에 봉해짐   | 병사                           | 항산국에서 조국으로 전환, 전한의 공신  |
| 장오(張敖)     | (시호 없음)    | ? ~ 기원전 181년 | 기원전 202 ~ 198년 | 장이의 아들      | 부왕 사후 세습                    | 고제 암살 음모에 연루되어 폐위 | 조국 장씨 계보 단절                    |
| 유여의(劉如意) | 은왕(隱王)     | ? ~ 기원전 194년 | 기원전 198 ~ 194년 | 고제 유방의 아들 | 고제의 총애로 조왕에 봉해짐       | 여태후에 의해 독살             | 원래 대나라 왕                         |
| 유우(劉友)     | 유왕(幽王)     | ? ~ 기원전 181년 | 기원전 194 ~ 181년 | 유여의의 동생    | 유여의 사망 후 여태후에 의해 옹립 | 장안 소환 후 감금되어 아사     | 회양왕 출신                            |
| 유회(劉恢)     | 공왕(共王)     | ? ~ 기원전 181년 | 기원전 181년       | 유우의 형        | 유우 사후 여태후에 의해 옹립      | 여씨의 압박으로 자살           | 양나라 왕 출신                         |
| 여록(呂祿)     | (시호 없음)    | ? ~ 기원전 180년 | 기원전 181 ~ 180년 | 여태후의 조카    | 여씨 정권이 옹립                  | 여씨 몰락 후 제거됨            | 남북군 통제 장군                       |
| 유수(劉遂)     | (시호 없음)    | ? ~ 기원전 154년 | 기원전 180 ~ 154년 | 유왕 유우의 아들 | 여씨 몰락 후 복위                 | 오초칠국의 난 패배 후 자결     |                                        |
| 유팽조(劉彭祖) | 경숙왕(敬肅王) | ? ~ 기원전 93년  | 기원전 152 ~ 93년  | 경제의 아들      | 조나라 재봉건 후 조왕에 봉해짐    |                                | 광천왕 출신, 재봉건된 조나라의 초대 왕 |

## 장관

### 조상국
- 장창(기원전 202년 ~ ?)
- 관고(? ~ 기원전 198년)
- 진희(? ~ 기원전 197년)
- 주창(기원전 197년 ~ 기원전 194년)

### 조승상
- 주창(기원전 194년 ~ 기원전 192년)
- 건덕(建德, ? ~ 기원전 154년)
- 소식(기원전 152년? ~ ?)

## 같이 보기
- 조왕